# Aunay-en-Bazois
Aunay-en-Bazois – miejscowość i gmina we Francji, w regionie Burgundia-Franche-Comté, w departamencie Nièvre.
Według danych na rok 1990 gminę zamieszkiwało 315 osób, a gęstość zaludnienia wynosiła 7 osób/km² (wśród 2044 gmin Burgundii Aunay-en-Bazois plasuje się na 601. miejscu pod względem liczby ludności, natomiast pod względem powierzchni na miejscu 50.).